# Commissario europeo per la concorrenza
Il commissario europeo per la concorrenza è un membro della Commissione europea. Attualmente tale incarico è ricoperto dal 1° dicembre 2024 dalla spagnola Teresa Ribera Rodríguez, che oltre ad essere Commissaria europea per la concorrenza è anche Vicepresidente esecutiva della Commissione europea per una transizione giusta, pulita e competitiva nella Commissione von der Leyen II.

## Competenze
Il commissario ha la responsabilità di preservare la libera concorrenza nel mercato interno europeo, tramite la repressione dei cartelli e degli abusi di posizione dominante, il controllo delle concentrazioni fra imprese(ad esempio, fusioni e acquisizioni), del controllo di compatibilità degli aiuti di stato e in generale della regolamentazione antitrust nell'Unione europea.
Al commissario per la concorrenza fa capo la Direzione generale per la concorrenza, attualmente diretta dal francese Olivier Guersent.

## Storia

### Mario Monti (1999-2004)

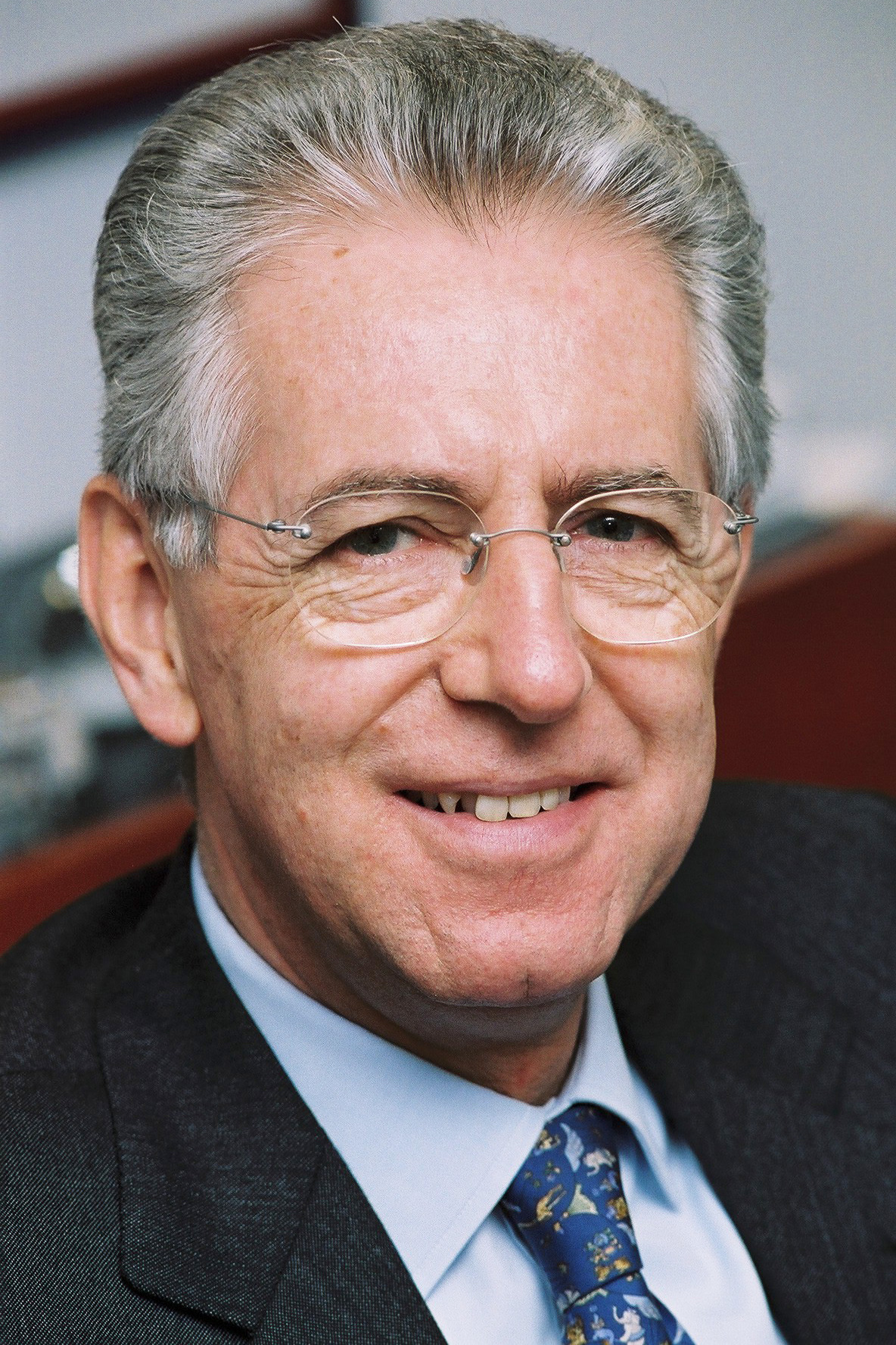
Mario Monti

Mario Monti è particolarmente famoso per la decisione presa nell'ambito della tentata fusione GE-Honeywell nel 2001. La General Electric, una società statunitense, cercava di acquisire un'altra società statunitense, la Honeywell. Questa fusione ottenne l'approvazione delle autorità statunitensi, ma Monti, con l'appoggio di tutta la Commissione, la rigettò.
Invece che scendere ad un compromesso le due compagnie preferino abbandonare la fusione. Questa è stata la prima volta che una fusione tra due multinazionali statunitensi fu bloccata dalle autorità europee,e la quindicesima fusione bloccata dalla fondazione della commissione.
Nel 1º maggio del 2004, Monti ampliò i poteri della commissione in materia di regolamentazione antitrust, controllo sulle fusioni, gli accordi di licenza ed il trasporto aereo.

### Neelie Kroes (2004–2010)
Eletta nel 2004, Neelie Kroes espresse la necessità di promuovere un ambiente economico equo e libero, per ottenere una crescita economica sostenibile e una maggiore occupazione. Durante il suo mandato la Commissione venne coinvolta in vari casi di alto profilo di contrasto di comportamenti anticoncorrenziali; come il caso contro la fusione di Sony Music e BMG, contro Apple Inc. riguardo a iTunes e il caso contro Microsoft.

### Joaquín Almunia (2010–2014)
Nel 2010, Joaquín Almunia, in precedenza Commissario per le Finanze, venne nominato Commissario europeo per la concorrenza sotto la seconda Commissione Barroso. La sua nomina fu accolta con favore dagli addetti ai lavori, in quanto persona esperta e ben qualificata.
All'inizio del suo mandato si trovò a decidere se intentare una causa a Google o meno.
Sostenne la creazione del Fondo europeo di stabilità finanziaria ed il Meccanismo europeo di stabilità, per finanziare gli stati membri in difficoltà.

### Margrethe Vestager (2014-2024)
Dal novembre 2014 al 1º dicembre 2024 tale incarico è stato ricoperto dalla danese Margrethe Vestager.

### Teresa Ribera Rodriguez (2024-)
Dal 1º dicembre 2024, l'incarico è ricoperto dalla spagnola Teresa Ribera Rodríguez, che oltre ad essere Commissaria europea per la concorrenza è anche Vicepresidente esecutiva della Commissione europea per una transizione giusta, pulita e competitiva.

## Cronologia
| Commissario             | Stato membro   | Commissione                                                  | Mandato          | Incarico                                                                                              |
| ----------------------- | -------------- | ------------------------------------------------------------ | ---------------- | --- |
| Hans von der Groeben    | Germania Ovest | Commissione Hallstein                                        | 1958–1967        | Concorrenza                                                                                           |
| Maan Sassen             | Paesi Bassi    | Commissione Rey                                              | 1967–1970        | Concorrenza                                                                                           |
| Albert Borschette       | Lussemburgo    | Commissione Malfatti Commissione Mansholt Commissione Ortoli | 1970–1977        | Concorrenza                                                                                           |
| Raymond Vouel           | Lussemburgo    | Commissione Jenkins                                          | 1977–1981        | Concorrenza                                                                                           |
| Frans Andriessen        | Paesi Bassi    | Commissione Thorn                                            | 1981–1985        | Concorrenza e Rapporti con il Parlamento                                                              |
| Peter Sutherland        | Irlanda        | Commissione Delors I                                         | 1985–1986        | Concorrenza, Affari Sociali e Istruzione                                                              |
| Peter Sutherland        | Irlanda        | Commissione Delors I                                         | 1986–1989        | Concorrenza e Rapporti con il Parlamento                                                              |
| Leon Brittan            | Regno Unito    | Commissione Delors II Commissione Delors III                 | 1989–1995        | Concorrenza                                                                                           |
| Karel van Miert         | Belgio         | Commissione Santer                                           | 1995–1999        | Concorrenza                                                                                           |
| Mario Monti             | Italia         | Commissione Prodi                                            | 1999–2004        | Concorrenza                                                                                           |
| Neelie Kroes            | Paesi Bassi    | Commissione Barroso I                                        | 2004–2010        | Concorrenza                                                                                           |
| Joaquín Almunia         | Spagna         | Commissione Barroso II                                       | 2010–2014        | Concorrenza                                                                                           |
| Margrethe Vestager      | Danimarca      | Commissione Juncker                                          | 2014–2024        | Concorrenza                                                                                           |
| Margrethe Vestager      | Danimarca      | Commissione von der Leyen I                                  | 2014–2024        | Europa pronta per l'era digitale (Vicepresidente esecutiva) Concorrenza (Commissaria europea)         |
| Teresa Ribera Rodríguez | Spagna         | Commissione von der Leyen II                                 | 2024 – in carica | Transizione pulita, giusta e competitiva (Vicepresidente esecutiva) Concorrenza (Commissaria europea) |